# Kristoffer Österlund
Olof Kristoffer Österlund, född 15 september 1972, är en svensk friidrottare (långdistanslöpare) tävlande för IFK Umeå. 
Vid EM i Göteborg 2006 sprang Österlund maraton och kom på plats 33 med tiden 2:23:26. Han deltog även vid EM i Barcelona 2010 där han kom på plats 36 med tiden 2:32:16.

## Personliga rekord
| Utomhus - 1 500 meter – 4:23,35 (Skellefteå 14 juli 2013) - 3 000 meter – 8:36,02 (Gävle 17 maj 2007) - 3 000 meter – 9:01,61 (Sollentuna 18 maj 2013) - 5 000 meter – 14:46,99 (Luleå 14 juli 2007) - 5 000 meter – 15:13,50 (Stockholm 26 augusti 2012) - 10 000 meter – 31:03,18 (Eskilstuna 10 augusti 2005) - Maraton – 2:20:06 (London, Storbritannien 25 april 2010) - Maraton – 2:20:14 (London, Storbritannien 25 april 2010) - Maraton – 2:23:26 (Göteborg 13 augusti 2006) | Inomhus - 3 000 meter – 8:38,17 (Umeå 13 januari 2007) |

### Fotnoter
1. ↑  ”SM i marathon 2007, herrar”. Arkiverad från originalet den 16 augusti 2007. https://web.archive.org/web/20070816031033/http://www.stockholmmarathon.se/resultat2007/42_SM.cfm?Cat_ID=1&SM=yes&Lan_ID=1. Läst 28 mars 2015.
2. ↑  ”SM i marathon 2008”. Arkiverad från originalet den 13 oktober 2008. https://web.archive.org/web/20081013031807/http://resultat.marathon.se/sm2008/start/index.cfm. Läst 25 mars 2015.
3. ↑  ”SM i marathon 2010”. marathon.se. http://results.marathon.se/2010/. Läst 29 juli 2013.
4. 1 2 3 4 5 6 7  ”Personsida på AllAthletics” (på engelska). all-athletics.com. Arkiverad från originalet den 4 april 2017. https://web.archive.org/web/20170404220627/http://www.all-athletics.com/node/74360. Läst 4 april 2017.
5. ↑  ”European Athletics Championships - Göteborg 2006” (på engelska). european-athletics.org. http://www.european-athletics.org/competitions/european-athletics-championships/history/year=2006/results/index.html. Läst 19 april 2017.
6. ↑  ”European Athletics Championships - Barcelona 2010” (på engelska). european-athletics.org. http://www.european-athletics.org/competitions/european-athletics-championships/history/year=2010/results/index.html. Läst 3 april 2017.
7. 1 2 3 4  ”Personsida på European Athletics' webbplats” (på engelska). european-athletics.org. http://www.european-athletics.org/athletes/group=o/athlete=155096-osterlund-kristoffer/index.html. Läst 4 april 2017.
8. ↑  ”Personsida på ARRS” (på engelska). arrs.net. Arkiverad från originalet den 22 april 2016. https://web.archive.org/web/20160422230728/http://more.arrs.net/runner/-3753. Läst 4 april 2017.
9. ↑  ”Personsida på IAAF:s webbplats” (på engelska). iaaf.org. https://www.iaaf.org/athletes/sweden/kristoffer-osterlund-227710. Läst 4 april 2017.